# Andrea della Valle (cardinale)
Andrea della Valle (Roma, 29 novembre 1463 – Roma, 3 agosto 1534) è stato un cardinale e vescovo cattolico italiano.

## Biografia
Di nobile famiglia, ricevuti gli ordini minori venne chiamato al servizio della Curia Romana: fu canonico del capitolo di San Pietro in Vaticano e in questa veste, il 28 settembre 1496, riceve da papa Alessandro VI il beneficio di San Giovanni d'Afra in Sansepolcro, di cui prende possesso tramite don Galeotto Graziani.
Fu vescovo di Crotone (dal 1496 al 1508 e poi, di nuovo, dal 1522 al 1524) e Mileto (dal 1508 al 1523) e amministratore apostolico delle diocesi di Caiazzo, Gallipoli, Nicastro, Valva e Sulmona e Umbriatico. Nel 1512 prese parte al Concilio Lateranense V.
Nel concistoro del 1º luglio 1517 papa Leone X lo creò cardinale: gli venne assegnato il titolo presbiterale di Sant'Agnese in Agone, donde fu traslato il 27 marzo 1525 a quello di Santa Prisca.
Dal 2 marzo 1524 al 12 gennaio 1526 ricoprì la carica di camerlengo del Sacro Collegio.
Nel 1533 papa Clemente VII lo nominò vescovo suburbicario di Albano, donde venne traslato al titolo vescovile di Palestrina. Fu infine archimandrita del Santissimo Salvatore e barone della Terra di Savoca.
Ricoprì numerose altre prestigiose cariche: fu arciprete della basilica di Santa Maria Maggiore, cardinal legato a Napoli, protettore dell'Ordine dei Frati Minori e governatore di Roma durante l'assenza di Clemente VII (1529).
Promosse l'erezione del palazzo Della Valle nell'attuale Corso Vittorio Emanuele II.

## Successione apostolica
La successione apostolica è:
- Vescovo Mario Maffei (1518)
- Vescovo Camillo Porzj (1518)
- Vescovo Antonio de Paola (1518)
- Vescovo Girolamo de Paola (1524)
- Vescovo Giovanni Matteo Lucifero (1524)
- Vescovo Filippo Lodovico Ercolani (1530)
- Vescovo Bernardo Cavalieri delle Milizie (1530)

## Ascendenza
|                       |               |                                     | Genitori                          |  |  | Nonni |  |  | Bisnonni          |  |  | Trisnonni         |  |
|                       |               |                                     |                                   |  |  |       |  |  | Lelio Della Valle |  |  | Paolo Della Valle |  |
|                       |               |                                     |                                   |  |  |       |  |  | Lelio Della Valle |  |  | Paolo Della Valle |  |
|                       |               | …                                   |                                   |  |  |       |  |  | Lelio Della Valle |  |  |                   |  |
| Paolo della Valle     |               |                                     |                                   |  |  |       |  |  | Lelio Della Valle |  |  |                   |  |
|                       |               | …                                   | …                                 |  |  |       |  |  |                   |  |  |                   |  |
|                       |               | …                                   | …                                 |  |  |       |  |  |                   |  |  |                   |  |
|                       |               | …                                   | …                                 |  |  |       |  |  |                   |  |  |                   |  |
| Filippo della Valle   |               | …                                   |                                   |  |  |       |  |  |                   |  |  |                   |  |
|                       |               | Paolo Savelli, I signore di Rignano | Luca Savelli, V signore di Albano |  |  |       |  |  |                   |  |  |                   |  |
|                       |               | Paolo Savelli, I signore di Rignano | Luca Savelli, V signore di Albano |  |  |       |  |  |                   |  |  |                   |  |
|                       |               | Paolo Savelli, I signore di Rignano | Lieta da Carrara                  |  |  |       |  |  |                   |  |  |                   |  |
| Sabella Savelli       |               | Paolo Savelli, I signore di Rignano |                                   |  |  |       |  |  |                   |  |  |                   |  |
|                       |               | Costanza Savelli                    | Antonello Savelli                 |  |  |       |  |  |                   |  |  |                   |  |
|                       |               | Costanza Savelli                    | Antonello Savelli                 |  |  |       |  |  |                   |  |  |                   |  |
|                       |               | Costanza Savelli                    | Antonia Conti                     |  |  |       |  |  |                   |  |  |                   |  |
| Andrea della Valle    |               | Costanza Savelli                    |                                   |  |  |       |  |  |                   |  |  |                   |  |
|                       | Paolo Margani | Giovanni Margani                    |                                   |  |  |       |  |  |                   |  |  |                   |  |
|                       | Paolo Margani | Giovanni Margani                    |                                   |  |  |       |  |  |                   |  |  |                   |  |
|                       | Paolo Margani | …                                   |                                   |  |  |       |  |  |                   |  |  |                   |  |
| Pietro Margani        | Paolo Margani |                                     |                                   |  |  |       |  |  |                   |  |  |                   |  |
|                       |               | Maria Frangipani                    | …                                 |  |  |       |  |  |                   |  |  |                   |  |
|                       |               | Maria Frangipani                    | …                                 |  |  |       |  |  |                   |  |  |                   |  |
|                       |               | Maria Frangipani                    | …                                 |  |  |       |  |  |                   |  |  |                   |  |
| Girolama Margani      |               | Maria Frangipani                    |                                   |  |  |       |  |  |                   |  |  |                   |  |
|                       |               | Ludovico Capizucchi                 | Pietro Capizucchi                 |  |  |       |  |  |                   |  |  |                   |  |
|                       |               | Ludovico Capizucchi                 | Pietro Capizucchi                 |  |  |       |  |  |                   |  |  |                   |  |
|                       |               | Ludovico Capizucchi                 | …                                 |  |  |       |  |  |                   |  |  |                   |  |
| Ceccolella Capizucchi |               | Ludovico Capizucchi                 |                                   |  |  |       |  |  |                   |  |  |                   |  |
|                       |               | Giacoma N.                          | …                                 |  |  |       |  |  |                   |  |  |                   |  |
|                       |               | Giacoma N.                          | …                                 |  |  |       |  |  |                   |  |  |                   |  |
|                       |               | Giacoma N.                          | …                                 |  |  |       |  |  |                   |  |  |                   |  |
|                       |               | Giacoma N.                          |                                   |  |  |       |  |  |                   |  |  |                   |  |